# 리시페
리시페(Lyssippe)는 그리스 신화에 나오는 프로이토스의 딸이다. 아르고스의 왕인 프로이토스(Proetus)가 스테네보이아와의 사이에서 낳은 딸들 가운데 하나이다. 프로이토스 왕의 딸들인 리시페와 히포노에, 이피노에, 이피아나사 등은 신들에게 불경함을 저질러 미쳐버렸다. 자신들을 암소라고 여긴 그녀들은 점차 피부병에 시달리고 머리카락도 빠져 아름다움을 잃었다. 이 소식을 듣고 찾아온 예언자 멜람포스가 형제인 비아스와 함께 왕국의 1/3씩을 나누어 받는다는 조건으로 그녀들을 낫게 해주었다고 한다.